# Virus học
Bệnh độc học hay virus học là một ngành khoa học nghiên cứu virus - thực thể kí sinh kích cỡ hạ hiển vi với vật chất di truyền được bọc trong một vỏ protein và các tác nhân giống như virus. Nó tập trung vào các khía cạnh sau của virus: cấu trúc, phân loại và tiến hóa của chúng, cách lây nhiễm và khai thác các tế bào chủ để sinh sản, sự tương tác của chúng với sinh lý vật chủ và miễn dịch, các bệnh gây ra, các kỹ thuật cô lập và nuôi chúng, sử dụng chúng trong nghiên cứu và điều trị. Virus học được coi là lĩnh vực nhỏ của vi sinh vật học và y học.

## Cấu trúc và phân loại virus
Một ngành chính của virus học là phân loại virus. Virus có thể được phân loại theo các tế bào chủ mà chúng lây nhiễm: virus động vật, virus thực vật, virus nấm bệnh và bacteriophages (virus lây nhiễm vi khuẩn, trong đó bao gồm các virus phức tạp nhất). Một phân loại khác sử dụng hình dạng hình học của capsid của chúng (thường là một helix hoặc một icosahedron) hoặc cấu trúc của virut (ví dụ như sự có hoặc không có bìa lipid). Các virus có kích thước từ khoảng 30 nm đến khoảng 450 nm, có nghĩa là hầu hết chúng không thể nhìn thấy bằng kính hiển vi quang học. Hình dạng và cấu trúc của virut đã được nghiên cứu bằng kính hiển vi điện tử, quang phổ NMR, và tinh thể học tia X.
Hệ thống phân loại hữu ích nhất và được sử dụng rộng rãi nhất phân biệt virus theo loại axit nucleic mà chúng sử dụng làm vật chất di truyền và phương pháp nhân bản virus mà chúng sử dụng để gắn các tế bào chủ để tạo ra nhiều virus hơn:
- Virus DNA (được chia thành các virus DNA kép và virus DNA đơn sợi).
- Virus RNA.
- Virus phiên mã ngược.

Báo cáo mới nhất của Ủy ban Quốc tế về Phân loại Virus (2018) có virus được chia thành 9 bộ, 124 họ, 736 chi và khoảng 4404 loài, 4772 loại.
Các nhà nghiên cứu virus học cũng nghiên cứu các vi hạt nhỏ hơn và đơn giản hơn các loại virus như: satellites,viroid và thể đạm độc.
Đơn vị phân loại trong virus học không nhất thiết phải là đơn ngành, vì mối quan hệ tiến hóa của các nhóm virus khác nhau vẫn chưa rõ ràng. Có ba giả thuyết về nguồn gốc của chúng:
1. Virus xuất phát từ vật chất không sống, tách biệt song song với các tế bào, có lẽ dưới dạng các ribozyme RNA tự sao chép giống như viroids.
2. Virus phát sinh do sự giảm hệ gen từ trước đó và đã trở thành ký sinh trùng cho các tế bào chủ và sau đó bị mất hầu hết các chức năng của chúng; các ví dụ về các sinh vật ký sinh nhỏ bé như mycoplasma và nanoarchaea.
3. Virus phát sinh từ các yếu tố di truyền di động của tế bào (như transposons, retrotransposons hoặc plasmid) trong capsid protein, có được khả năng thoát ra khỏi tế bào chủ và lây nhiễm sang các tế bào khác.

Sự tiến hóa của virus, thường xảy ra khi hòa hợp với sự tiến hóa của vật chủ, được nghiên cứu trong lĩnh vực tiến hóa của virus.
Trong khi virus tái tạo và tiến triển, chúng không tham gia vào sự trao đổi chất, không di chuyển, và phụ thuộc vào một tế bào chủ để sinh sản. Câu hỏi thường được tranh luận về việc chúng có còn sống hay không là một vấn đề định nghĩa không ảnh hưởng đến thực tế sinh học của virus.

## Bệnh do virus và phương pháp phòng ngừa
Một trong những nguyên nhân chính dẫn đến việc nghiên cứu virus là thực tế rằng chúng gây ra nhiều bệnh truyền nhiễm quan trọng, trong đó có bệnh cảm lạnh, cúm, bệnh dại, sởi, nhiều dạng tiêu chảy, viêm gan, sốt Dengue, sốt vàng da, bại liệt, bệnh đậu mùa và HIV/AIDS. Virus Herpes simplex được cho là một yếu tố có thể có trong bệnh Alzheimer.
Một số loại virus, được gọi là oncoviruses, là tác nhân gây nên một số loại ung thư. Ví dụ điển hình tốt nhất là mối liên quan giữa bệnh nhiễm virus papilloma ở người và ung thư cổ tử cung: hầu hết các trường hợp ung thư cổ tử cung là do một số chủng virus lây truyền qua đường tình dục. Một ví dụ khác là sự kết hợp của nhiễm trùng với viêm gan B và viêm gan C và ung thư gan.
Một số hạt nhỏ cũng gây ra bệnh tật: bệnh não xốp hoá bao gồm bệnh Kuru, Cbệnh Creutzfeldt-Jakob và bệnh bò điên do prion gây ra, viêm gan D là do virus satellite.
Khi hệ miễn dịch của động vật có xương sống gặp một virus, nó có thể tạo ra các kháng thể đặc hiệu gắn kết với virus và làm trung hòa khả năng lây nhiễm của nó hoặc đánh dấu nó để tiêu hủy. Sự hiện diện kháng thể trong huyết thanh thường được sử dụng để xác định xem một người đã từng bị phơi nhiễm với một loại virus nào trong quá khứ hay không, với các xét nghiệm như ELISA. Tiêm chủng bảo vệ chống lại các bệnh do virus, một phần bằng cách tạo ra các kháng thể. Các kháng thể đơn dòng, đặc trưng cho virus, cũng được sử dụng để phát hiện, như trong kính hiển vi huỳnh quang.
Cách thứ hai của động vật có xương sống chống lại virus, miễn dịch qua trung gian tế bào, liên quan đến các tế bào bạch cầu được biết đến như tế bào T: các tế bào của cơ thể liên tục hiển thị những đoạn ngắn của các protein của chúng trên bề mặt của tế bào và nếu tế bào T nhận thấy một đoạn virus đáng nghi ở đó, tế bào bị phá hủy và các tế bào T đặc hiệu virus tăng lên. Cơ chế này được đẩy nhanh bởi một số chủng ngừa nhất định.
Can thiệp ARN là một cơ chế tế bào quan trọng được tìm thấy trong thực vật, động vật và nhiều sinh vật nhân thực khác, có thể tiến hóa như là một phòng chống virus. Một bộ máy phức tạp của các enzim tương tác phát hiện các phân tử RNA kép (xảy ra như là một phần của vòng đời của nhiều virus) và sau đó tiến hành tiêu diệt tất cả các phiên bản sợi đơn của những phân tử ARN phát hiện ra.
Mỗi bệnh do virus gây ra có một nghịch lý: giết chết chủ của nó rõ ràng là không có lợi cho virus, vì vậy làm thế nào và tại sao nó đã phát triển để làm như vậy? Ngày nay, người ta tin rằng hầu hết các virus đều tương đối ôn hòa trong cơ thể tự nhiên của chúng; một số virus nhiễm thậm chí có thể có lợi cho vật chủ. Các bệnh dịch chết người này có nguyên nhân từ việc virus vô tình nhảy từ loài mà virus không phát tác sang một loài mới không quen với nó. Ví dụ, virus gây cúm nghiêm trọng ở người có thể có ở lợn hoặc chim như là vật chủ tự nhiên của chúng và HIV được cho là xuất phát từ virus SIV lành tính.
Virus Oncolytic là virus có thể gây phá hủy tế bào ung thư. Mặc dù những nỗ lực ban đầu để sử dụng các loại virus này trong điều trị ung thư không thành công, trong năm 2005 và 2006 đã có những báo cáo về những kết quả ban đầu đáng khích lệ.

## Lịch sử ngành virus học

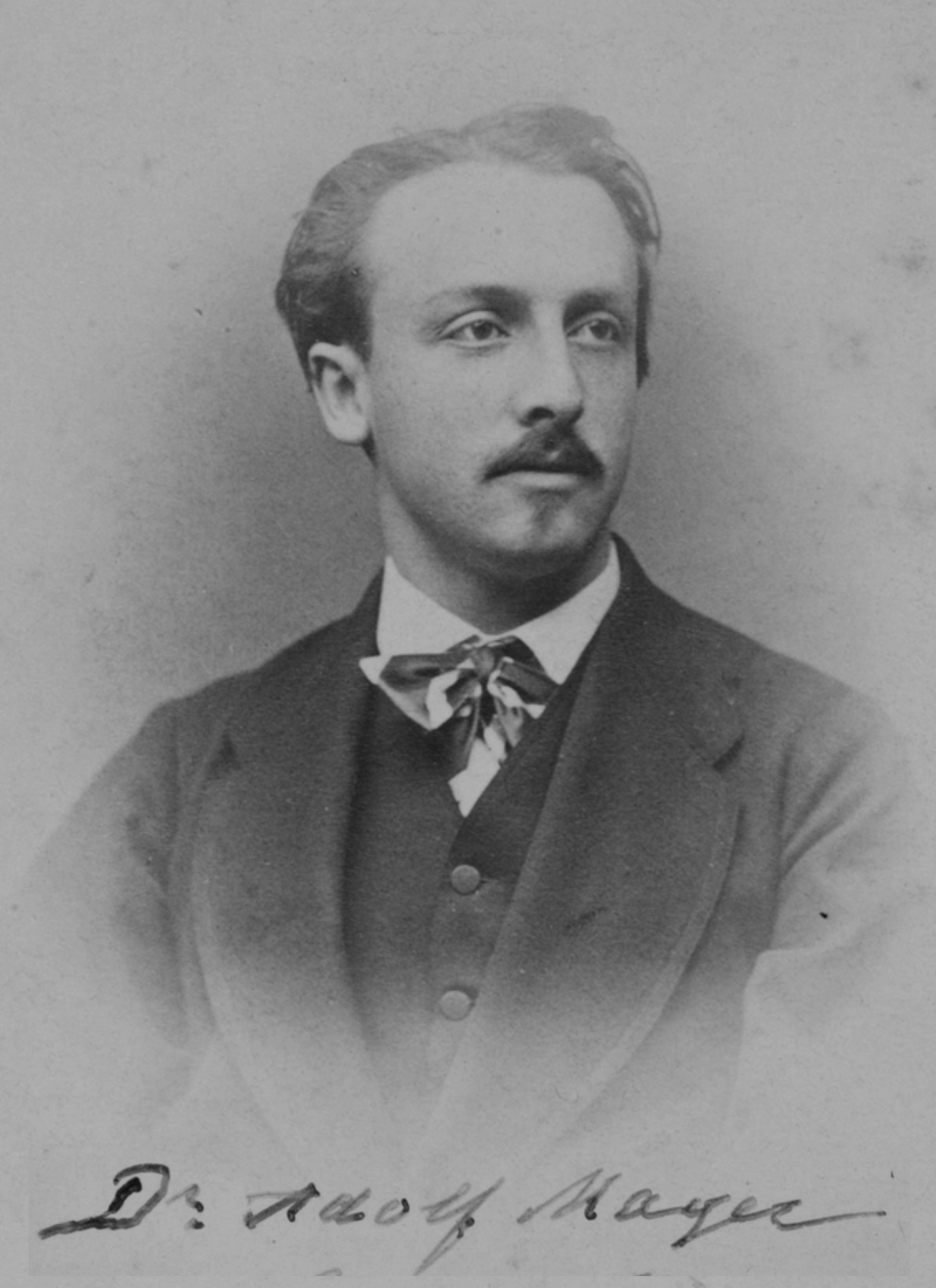
Adolf Mayer năm 1875

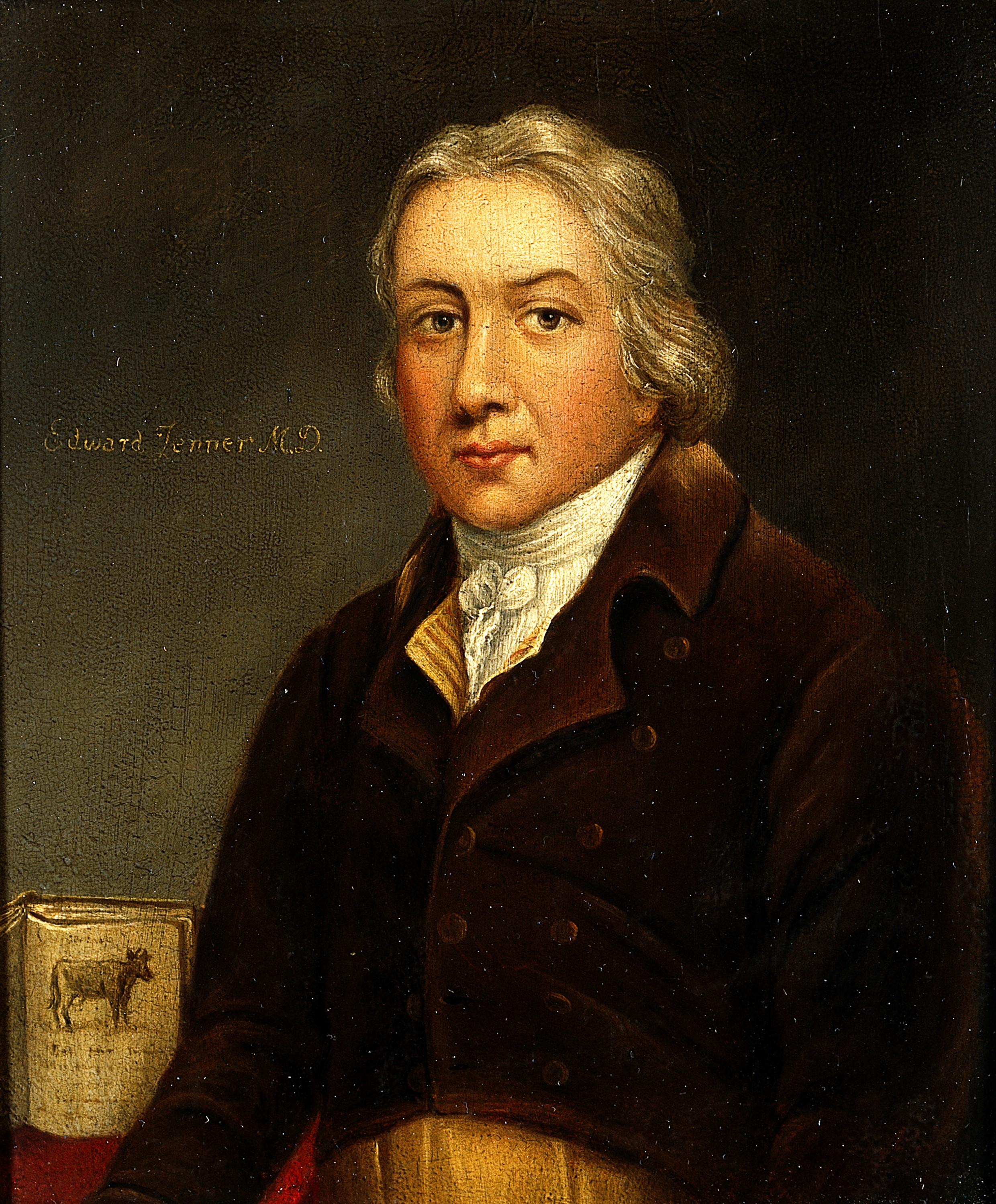
Edward Jenner

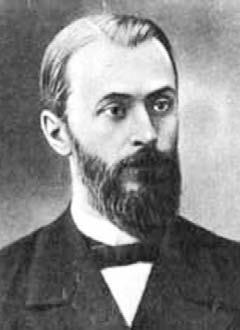
Dmitri Ivanovsky

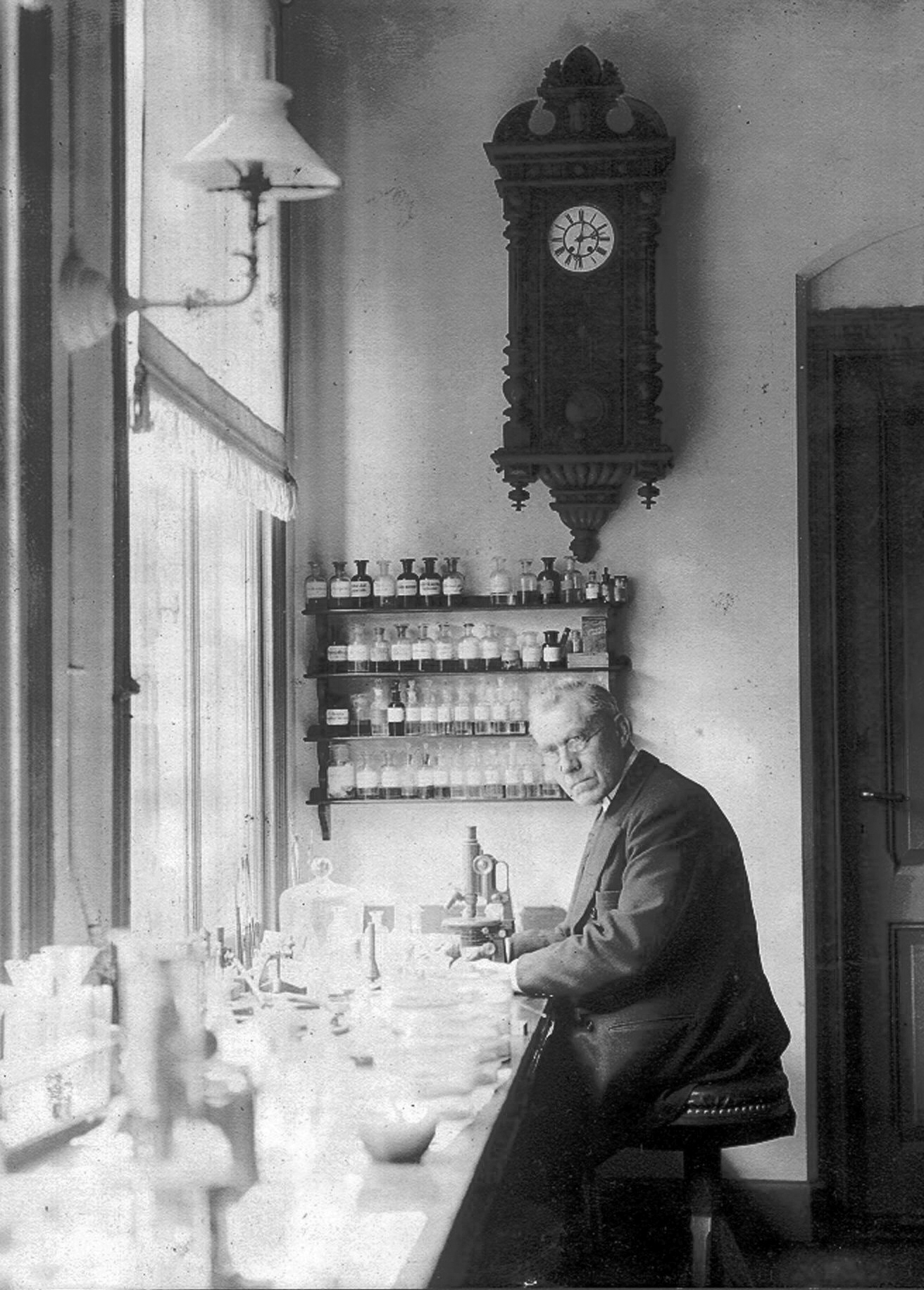
Martinus Beijerinck trong phòng thí nghiệm của ông vào năm 1921.

Từ virus xuất hiện năm 1599 và có nghĩa là "nọc độc".
Một dạng vắc xin rất sớm được biết đến như variolation đã được phát triển ở Trung Quốc từ khoảng thế kỷ X. Nó liên quan đến việc áp dụng các chất liệu từ những người bị bệnh đậu mùa để tiêm chủng cho những người khác. Năm 1717, Lady Mary Wortley Montagu đã quan sát thực tế ở Istanbul và cố gắng phổ biến nó ở Anh, nhưng gặp phải sự phản kháng đáng kể. Năm 1796, Edward Jenner đã phát triển một phương pháp an toàn hơn nhiều, sử dụng cowpox (đậu mùa ở động vật) để tiêm chủng thành công cho một cậu bé chống bệnh đậu mùa, và phương pháp này đã được áp dụng rộng rãi. Vắc xin chống lại các bệnh do virus khác theo sau, bao gồm cả việc tiêm chủng bệnh dại thành công của Louis Pasteur năm 1886. Tuy nhiên, bản chất của virus không rõ ràng đối với các nhà nghiên cứu này.
Năm 1892, nhà sinh vật học người Nga, Dmitri Ivanovsky đã sử dụng một bộ lọc Chamberland để cố gắng cô lập các virus khảm thuốc lá. Các thí nghiệm của ông cho thấy chất chiết xuất từ lá cây thuốc lá bị nhiễm bệnh vẫn còn lây nhiễm sau khi lọc. Ivanovsky công bố rằng một tác nhân truyền nhiễm nhỏ hoặc độc tố, có khả năng xuyên qua bộ lọc, có thể được sản xuất bởi một vi khuẩn.
Năm 1898, Martinus Beijerinck lặp lại công việc của Ivanovski nhưng nghiên cứu sâu hơn. Ông dùng một loạt thí nghiệm lọc chứng minh rằng bệnh khảm thuốc lá gây ra bởi một tác nhân nhỏ hơn vi khuẩn. Ông gọi đó là contagium vivum fluidum.
Vào năm 1903, lần đầu tiên có ý kiến cho rằng virus có thể gây ung thư. Năm 1908, Bang và Ellerman cho thấy một virus có thể truyền bệnh bạch cầu gà, dữ liệu phần lớn bị bỏ qua cho đến những năm thập niên 1930 khi bệnh bạch cầu được coi là ung thư. Năm 1911, Peyton Rous báo cáo sự lây truyền của bệnh ung thư sarcoma gà, một khối u với một virus và do đó Rous đã trở thành "cha đẻ của bệnh lý khối u virus" . Virus này sau này được gọi là virus Rous sarcoma 1 và được hiểu là một retrovirus. Một số retrovirus gây ra ung thư khác cũng đã được mô tả.
Sự tồn tại của virus có đặc tính lây nhiễm vi khuẩn (bacteriophages) được Frederick Twort lần đầu tiên công nhận vào năm 1911 và một cách độc lập bởi Félix d'Herelle năm 1917. Vì vi khuẩn có thể phát triển dễ dàng trong nuôi cấy vi sinh nên điều này đã dẫn tới một sự bùng nổ của nghiên cứu về virus học.
Nguyên nhân của đại dịch cúm 1918 ban đầu không rõ ràng. Vào cuối năm 1918, các nhà khoa học Pháp cho thấy một loại virus có thể truyền bệnh cho người và động vật, hoàn thành các nguyên tắc Koch.
Năm 1926, nó đã được chỉ ra rằng bệnh ban đỏ là do một loại vi khuẩn.
Mặc dù virus cây trồng và vi khuẩn có thể được phát triển tương đối dễ dàng, virus động vật thường đòi hỏi một con vật chủ sống, làm phức tạp việc nghiên cứu của các nhà khoa học. Năm 1931, người ta đã phát hiện ra rằng virus cúm có thể được phát triển trong trứng gà thụ tinh, một phương pháp vẫn còn được sử dụng ngày nay để sản xuất vằc xin. Năm 1937, Max Theiler quản lý để phát triển virus sốt vàng trong trứng gà và sản xuất một loại vắc xin từ một chủng virus suy yếu; vắc xin này đã cứu sống hàng triệu người và vẫn đang được sử dụng ngày nay.
Max Delbrück - một nhà nghiên cứu quan trọng trong lĩnh vực thể thực khuẩn mô tả "chu kỳ sống" cơ bản của một virus vào năm 1937: thay vì "phát triển", một hạt virus được lắp ráp từ các phần cấu thành của nó trong một bước; cuối cùng nó để lại tế bào chủ để lây nhiễm sang các tế bào khác. Thí nghiệm Hershey–Chase năm 1952 chỉ ra rằng chỉ có DNA và không phải protein vào một tế bào vi khuẩn khi bị nhiễm khuẩn T2. Sự chuyển hóa vi khuẩn bằng 
hể thực khuẩn được mô tả lần đầu tiên trong cùng năm.
Năm 1949, John F. Enders, Thomas Weller và Frederick Robbins báo cáo sự phát triển của bệnh bại liệt trong các tế bào phôi người, đó là ví dụ đầu tiên của một loại virus động vật được nuôi cấy ngoài động vật hoặc trứng gà. Công trình này đã hỗ trợ Jonas Salk tìm ra vắc xin bại liệt do virus bại liệt đã ngừng hoạt động; vắc xin này được cho thấy có hiệu lực vào năm 1955.
Loại virus đầu tiên có thể được tinh thể hóa và có thể được làm sáng tỏ chi tiết là virus khảm lá thuốc lá (TMV), loại virus đã được Ivanovski và Beijerink nghiên cứu trước đó. Năm 1935, Wendell Stanley quan sát được kết tinh của nó dưới kính hiển vi điện tử và cho thấy rằng nó vẫn hoạt động ngay cả sau khi kết tinh. Các bức ảnh nhiễu xạ tia X đã được Bernal và Fankuchen thu thập được năm 1941. Dựa trên những bức ảnh như vậy, Rosalind Franklin đã đề xuất cấu trúc đầy đủ của virus khảm thuốc lá vào năm 1955. Cũng trong năm 1955, Heinz Fraenkel-Conrat và Robley Williams đã cho thấy rằng TMV RNA tinh khiết và protein capsid của nó có thể tự lắp ráp thành các virion chức năng, cho thấy cơ chế lắp ráp này cũng được sử dụng trong tế bào chủ, như Delbrück đã đề xuất trước đó.
Từ những năm 1950 đến 1960, Chester M. Southam, nhà nghiên cứu virus và nghiên cứu ung thư hàng đầu, đã tiêm chích các bệnh nhân ung thư, những người khỏe mạnh và những tù nhân ở Ohio Penitentiary với các tế bào ung thư HeLa để quan sát xem có thể truyền bệnh ung thư hay không. Ngoài ra, với hy vọng tạo ra một vắc xin phòng ung thư, ông quan sát thấy nếu các đối tượng có thể trở nên miễn nhiễm với ung thư bằng cách phát triển một phản ứng miễn dịch đã có. Thử nghiệm này đã gây nhiều tranh cãi, vì các đối tượng bệnh nhân ung thư không biết rằng họ đang được tiêm các tế bào ung thư.
Năm 1963, virus viêm gan loại B đã được phát hiện bởi Baruch Blumberg, người đã phát triển một loại vắc xin viêm gan loại B.
Năm 1965, Howard Temin mô tả retrovirus đầu tiên: một virus có bộ gen RNA được sao chép ngược lại vào DNA bổ sung (cDNA), sau đó được tích hợp vào hệ gen của vật chủ và được thể hiện từ mẫu đó. Enzyme phiên mã ngược, mà cùng với integrase là một đặc điểm phân biệt của retrovirus, lần đầu tiên được mô tả vào năm 1970, độc lập bởi Howard Temin và David Baltimore. Retrovirus đầu tiên lây nhiễm cho con người đã được Robert Gallo xác định vào năm 1974. Sau đó nó đã được tìm thấy rằng phiên mã ngược không cụ thể với retroviruses. Khoảng 10-40% bộ gen của con người xuất phát từ các retrotransposons như vậy.
Năm 1975, chức năng của oncovirus đã được làm rõ rệt. Cho đến thời điểm đó, người ta cho rằng các virus này mang một số gen gọi là oncogenes, khi đưa vào bộ gen của máy chủ, sẽ gây ung thư. Michael Bishop và Harold Varmus cho thấy oncogene của virus Rous sarcoma trên thực tế không phải là đặc trưng của virus nhưng chứa trong bộ gen của động vật khỏe mạnh của nhiều loài. Oncovirus có thể chuyển gen này từ proto-oncogene từ trước, biến nó thành một chất gây ung thư thực sự.
Năm 1976, chứng kiến đợt bùng phát bệnh Ebola đầu tiên, một bệnh truyền nhiễm virus gây tử vong cao.
Vào năm 1977, Frederick Sanger đã đạt được trình tự hoàn chỉnh đầu tiên của bộ gen của bất kỳ sinh vật nào, thể thực khuẩn Phi-X174. Trong cùng năm đó, Richard Roberts và Phillip Sharp đã chứng minh độc lập rằng các gen adenovirus chứa intron và do đó cần phải liên kết gen. Sau đó đã nhận ra rằng hầu như tất cả các gen sinh vật nhân thực cũng có các intron.
Một chiến dịch tiêm chủng trên toàn thế giới do Tổ chức Y tế Thế giới của Liên hợp quốc dẫn đầu đã chấm dứt căn bệnh đậu mùa vào năm 1979.
Năm 1982, Stanley Prusiner phát hiện ra prion và cho thấy chúng gây ra scrapie.
Các ca AIDS đầu tiên được báo cáo vào năm 1981, và HIV, retrovirus gây ra bệnh này, đã được Luc Montagnier, Françoise Barré-Sinoussi và Robert Gallo xác định vào năm 1983. Các xét nghiệm phát hiện nhiễm HIV bằng cách phát hiện sự có mặt của kháng thể HIV đã được phát triển. Những nỗ lực nghiên cứu to lớn tiếp theo đã biến HIV thành virus được nghiên cứu tốt nhất. Virus Herpes 8 ở người (HHV8) gây ra bệnh của Kaposi's sarcoma mà thường thấy ở bệnh nhân AIDS, được xác định vào năm 1994. Một số loại thuốc kháng retrovirus đã được phát triển vào cuối những năm 1990, làm giảm tỉ lệ tử vong ở bệnh AIDS ở các nước phát triển.
Virus viêm gan C được xác định bằng kỹ thuật nhân bản phân tử mới vào năm 1987, dẫn đến các xét nghiệm sàng lọc làm giảm đáng kể tỷ lệ viêm gan sau khi truyền.
Những nỗ lực đầu tiên trong liệu pháp gien liên quan đến các virus bắt đầu vào đầu những năm 1980, khi các retrovirus được phát triển có thể chèn một gen ngoại lai vào hệ gen của vật chủ. Chúng có chứa gien ngoại lai nhưng không chứa bộ gen virus và do đó không thể sinh sản. Các thử nghiệm trên chuột được theo dõi bởi các xét nghiệm ở người, bắt đầu từ năm 1989. Các nghiên cứu đầu tiên của con người đã cố gắng sửa chữa căn bệnh di truyền kết hợp suy giảm miễn dịch (SCID), nhưng thành công ban đầu là rất hạn chế. Trong giai đoạn từ năm 1990 đến năm 1995, liệu pháp gen được thử nghiệm trên một số bệnh khác và với các virus khác nhau, nhưng rõ ràng là các kỳ vọng ban đầu quá cao. Năm 1999, một sự thất bại khác xảy ra, Jesse Gelsinger qua đời  khi 18 tuổi trong một thử nghiệm điều trị gen. Ông bị một phản ứng miễn dịch nghiêm trọng sau khi nhận được một adenovirus. Thành công trong liệu pháp gen của hai trường hợp X-linked SCID  được báo cáo vào năm 2000.
Năm 2002, có báo cáo rằng bệnh bại liệt được tổng hợp trong phòng thí nghiệm, đại diện cho cơ thể tổng hợp đầu tiên. Lắp ráp bộ gen 7741 cơ sở từ đầu, bắt đầu với trình tự RNA xuất bản của virus, mất khoảng hai năm. Năm 2003 một phương pháp nhanh hơn đã được hiển thị để lắp ráp bộ gen 5386 cơ sở của bacteriophage Phi X 174 trong 2 tuần.
Mimivirus khổng lồ, theo nghĩa nào đó là một trung gian giữa các prokaryote nhỏ và các virus bình thường, được mô tả vào năm 2003 và được sắp xếp vào năm 2004.
Trong năm 2005, chủng loại virus cúm A H1N1 gây tử vong cho 50 triệu người trong suốt đại dịch cúm 1918 đã được lặp lại vào năm 2005. Thông tin về trình tự đã được gộp lại với nhau từ các mẫu mô bảo tồn của nạn nhân cúm; virus sau đó được tổng hợp từ trình tự này. Đại dịch cúm 2009 liên quan đến một chủng virus cúm H1N1 khác, thường được gọi là "cúm lợn".
Năm 1985, Harald zur Hausen đã chỉ ra rằng hai loại nhiễm virus papilloma ở người (HPV) gây ra hầu hết các trường hợp ung thư cổ tử cung. Hai văc xin phòng chống lại những chủng này đã được phát hành vào năm 2006.
Trong năm 2006 và 2007, báo cáo cho thấy việc đưa một số lượng nhỏ các gen nhân tố sao chép đặc hiệu vào tế bào da bình thường của chuột hoặc người có thể biến những tế bào này thành các tế bào gốc đa năng. Kỹ thuật này sử dụng các retrovirus biến đổi để biến đổi các tế bào; đây là một vấn đề tiềm ẩn đối với liệu pháp của con người vì những virus này tích hợp gen của chúng ở một vị trí ngẫu nhiên trong hệ gen của vật chủ, có thể làm gián đoạn các gen khác và có thể gây ung thư.
Năm 2008, virophage của Sputnik đã được mô tả, virophage được biết đến đầu tiên. Sputnik sản sinh trong amipba bị nhiễm bệnh mamavirus, một người họ hàng của mimivirus đã đề cập ở trên và virus được biết đến nhiều nhất cho đến nay.
Một retrovirus nội sinh (ERV) là một retrovirus có bộ gen đã được gắn kết vĩnh viễn vào bộ gen của dòng vi trùng của một số sinh vật và do đó sao chép với mỗi sinh sản của cơ thể đó. Người ta ước tính có khoảng 9% genome người có nguồn gốc từ ERVs. Vào năm 2015, nó đã chỉ ra rằng các protein từ ERV được tích cực biểu hiện trong phôi người 3 ngày tuổi và có vẻ như đóng một vai trò trong sự phát triển phôi thai và bảo vệ phôi khỏi bị nhiễm trùng bởi các virus khác.